# ManPower 4
ManPower 4 — эстонский вокальный поп-квартет, вместе с Malcolm Lincoln представлявший свою страну на конкурсе песни Евровидение 2010. В состав коллектива входят Яанус Сааго (эст. Jaanus Saago), Андрей Оздоба, Мик Педайя (эст. Mick Pedaja) и Кристьян Найт (эст. Kristjan Knight). В первом полуфинале Евровидения музыканты исполнили песню «Siren» (рус. Сирена). Конкурсное выступление прошло малоуспешно: набрав 39 баллов, коллектив занял четырнадцатое место в полуфинале, тем самым не сумев пройти в финал конкурса.